# Pretos
Pretos (en grec antic: Προῖτος 'Proitos') va ser rei de Tirint (o d'Argos), fill d'Abant i d'Aglaia, la filla de Mantineu. Descendeix de Linceu i d'Hipermnestra i, per tant, de Dànau i d'Egipte.
Quan encara era al ventre de la seva mare, Pretos ja odiava al seu germà bessó Acrisi, i els nens es barallaven abans de néixer. Quan van ser grans, van dividir en dues parts l'Argòlida, sobre la qual governava Abant. Acrisi va obtenir Argos i Pretos Tirint. Aquest repartiment es va prendre amb sagnats combats entre els partidaris de l'un i de l'altre, que van acabar amb un resultat incert. Per explicar l'odi entre els germans, hi havia una tradició que deia que Pretos havia seduït Dànae, la filla d'Acrisi, i que era el pare de Perseu.
Rei de Tirint, Pretos va fortificar la ciutat, i se li atribueixen les muralles «ciclòpies» que encara existeixen. Es diu que va rebre l'ajuda dels mateixos ciclops per a construir-la.
Una versió de la llegenda explica que Acrisi va resultar vencedor de la lluita entre els germans, i va expulsar Pretos a Lícia, a l'Àsia Menor, a la cort del rei Iòbates. Allà es va casar amb Estenebea, la filla del rei. Iòbates li va proporcionar un exèrcit amb el que va reconquerir el seu regne. Aleshores es va produir la divisió de l'Argòlida entre els dos germans.
Pretos, instal·lat a Tirint amb la seva dona, va acollir Bel·lerofont, que havia acudit a la seva cort demanant-li asil i que el purifiqués d'un homicidi involuntari. Estenebea es va enamorar de l'heroi, i com que no el va poder aconseguir, el va acusar falsament d'haver volgut seduir-la. Pretos, no volent mancar a la seua hospitalitat, l'envià a Iòbates amb la instrucció secreta d'eliminar-lo.
Pretos va ser pare de les Prètides, que Hera va fer embogir, i de Megapentes. Es va veure obligat a fer tres parts del seu regne per recompensar a Melamp per haver sanat les seves filles de la bogeria. Megapentes va succeir Pretos al tron de Tirint, però més endavant el va canviar amb Perseu pel d'Argos, que Perseu no volia, a causa del crim d'haver matat el seu avi Acrisi. Això explica que quan hi va haver l'expedició dels set cabdills contra Tebes, Adrast regnés a Argos, encara que al seu avantpassat Biant li hagués tocat originàriament una part del regne de Tirint.